# الصبايا (الملاح)

تعديل مصدري - تعديل

الصبايا هي إحدى قرى عزلة الملاح بمديرية الملاح التابعة لمحافظة لحج، بلغ تعداد سكانها 184 نسمة حسب تعداد اليمن لعام 2004.